# Tribunal constitutionnel du Chili
Le Tribunal constitutionnel du Chili (en espagnol : Tribunal Constitucional de Chile) est un organe juridictionnel chargé d'assurer la conformité des lois à la Constitution au Chili. Le tribunal est composé de dix membres titulaires (ministros titulares) et deux suppléants (ministros suplentes).

## Histoire
En 1833, la première constitution chilienne (es) ne prévoit aucun mécanisme de contrôle de constitutionnalité. En vertu de son article 164, seul le Congrès national peut interpréter la Constitution.
La Constitution chilienne de 1925 érige la Cour suprême du Chili en juge de la constitutionnalité des lois et décrets. Cependant, la Cour suprême n'exerce pas réellement ce pouvoir. L'avocat Francisco Cumplido (es) propose la création d'une cour constitutionnelle dès 1958. Sous la présidence d'Eduardo Frei Montalva, le Tribunal constitutionnel est créé par la loi no 17.284 du 23 janvier 1970. Il est alors composé de cinq juges dont trois avocats nommés par le Président après accord du Sénat et deux juges choisis par la Cour suprême entre ses membres,. L'institution est dissoute après le coup d'État du 11 septembre 1973,,.
Le Tribunal constitutionnel est rétabli dans la Constitution chilienne de 1980, sous la dictature de Pinochet. Pinochet se méfiant du pouvoir politique, la majorité de ses sept membres sont désormais nommés par des militaires (un par le Président et 3 par le Conseil de sécurité nationale), trois autres sont nommés par la Cour suprême, le Sénat n'élisant qu'un seul juge constitutionnel. La réforme constitutionnelle de 2005 modifie sa composition et le mode de désignation de ses membres : les politiques nomment désormais sept de ses dix membres. Ses compétences sont également accrues.

## Compétence
Le chapitre VII de la Constitution chilienne de 1980 est consacrée au Tribunal constitutionnel. Depuis 2005, l'article 93 de la constitution traite des attributions du tribunal qui sont les suivantes :
1. Exercer le contrôle de constitutionnalité des lois interprétant un précepte de la Constitution, des lois organiques constitutionnelles et des normes d'un traités avant leur promulgation.
2. Résoudre les questions de constitutionnalité sur les jugements de la Cour suprême du Chili, des cours d'appel et du Tribunal électoral.
3. Résoudre les questions de constitutionnalité suscitées durant la transmission des projets de loi ou de réforme constitutionnelle ainsi que les traités soumis à approbation du Congrès.
4. Résoudre les questions de constitutionnalité sur les décrets ayant force de loi.
5. Résoudre les questions de constitutionnalité sur les convocations à référendum, sous réserve des attributions du Tribunal électoral.
6. Décider, à la majorité de ses membres en exercice, de l'inapplicabilité d'un précepte légal dont l'application dans une affaire devant un tribunal ordinaire ou spécial serait contraire à la consultation.
7. Décider, à la majorité des 4/5e de ses membres en exercice, l'inconstitutionnalité d'un précepte légal déclaré inapplicable en conformité avec le point précédent.
8. Résoudre les réclamations lorsque le Président de la République ne promulgue pas une loi alors qu'il devrait le faire ou promulgue un texte différent.
9. Résoudre les questions de constitutionnalité d'un décret ou d'une résolution présidentiel que le Contrôleur général de la République estime inconstitutionnel.
10. Déclarer l'inconstitutionnalité des organisations et mouvements ou partis politiques.
11. Informer le Sénat dans le cas où le Président n'est plus apte à exercer ses fonctions.
12. Résoudre les conflits de compétence entre les autorités politiques ou administratives et les tribunaux autres que le Sénat.
13. Résoudre les questions d'inéligibilité constitutionnelles ou légales affectant une personne désignée Ministre d'État.
14. Se prononcer sur les inéligibilité, les incompatibilités et les causes de cessation du mandat des parlementaires.
15. Qualifier l'inéligibilité invoquée par un parlementaire gravement malade.
16. Résoudre les questions de constitutionnalité des décrets suprêmes.

Le Tribunal constitutionnel du Chili a un rôle relativement limité en comparaison à d'autres cours constitutionnelle comme la Cour suprême des États-Unis. Depuis la réforme de 2005, près de 85 % des arrêts du Tribunal constitutionnel concernent des décisions d'inapplication (no 6), ce qui lui vaut parfois le surnom de « Tribunal des inapplications » (en espagnol : Tribunal de las inaplicabilidades). Dans ce cas, la loi n'est déclarée inconstitutionnelle que dans l'affaire en cours mais pas de manière générale (contrairement au no 7).

## Composition

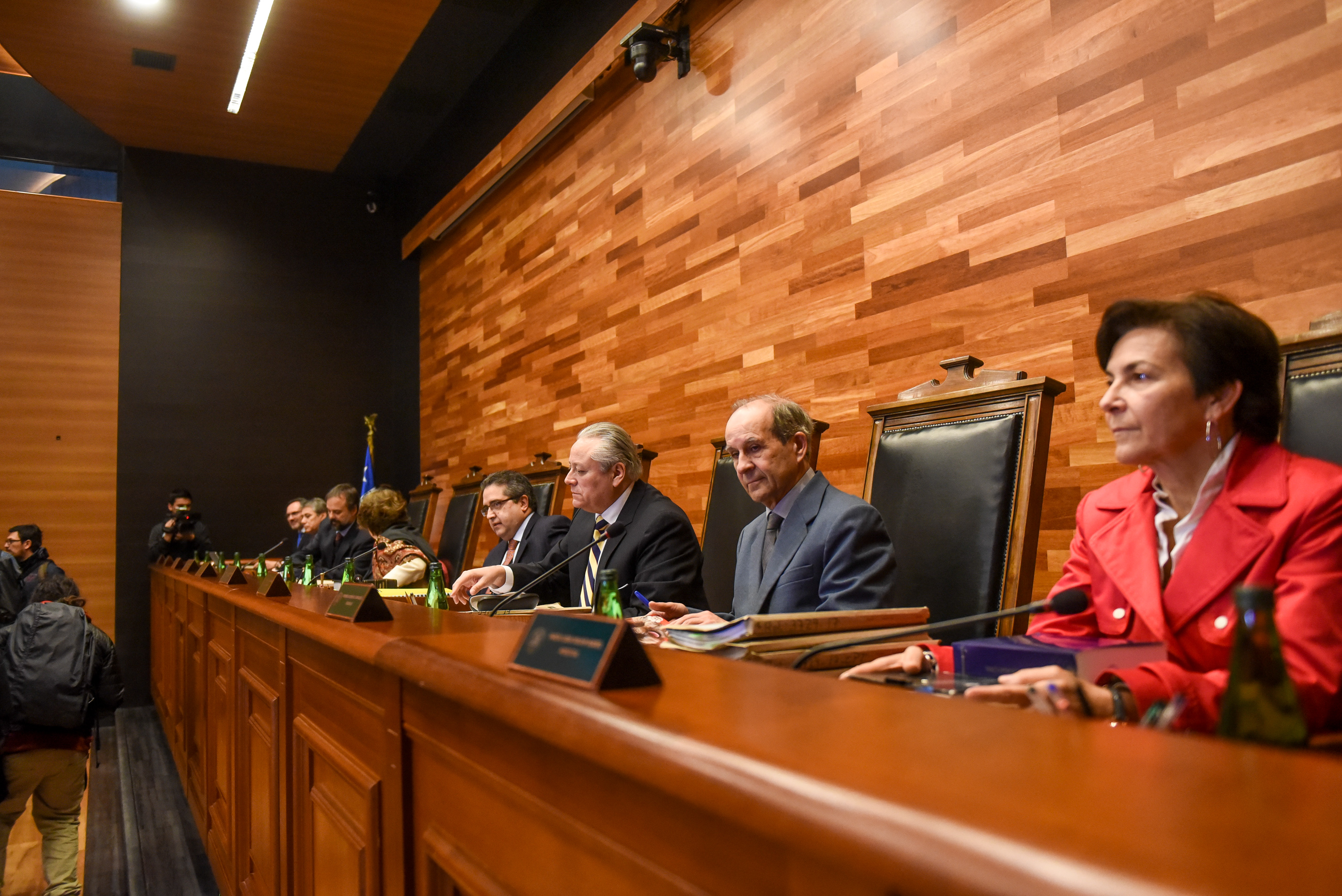
Les juges du Tribunal constitutionnel en 2017.

L'article 92 de la Constitution aborde la question de la composition du Tribunal constitutionnel. Ses dix membres (nommés « ministres ») sont désignés pour un mandat de 9 ans et renouvelés partiellement tous les 3 ans. Pour être nommé à ce poste, la Constitution impose d'être titulaire d'un diplôme d'avocat depuis au moins 15 ans, de s'être démarqué dans son activité professionnelle, universitaire ou publique et de remplir les conditions d'éligibilité pour exercer la profession de juge. Les membres du Tribunal constitutionnel sont inamovibles et ne peuvent pas être réélus, sauf si leur mandat a duré moins de cinq ans. Ils sont mis d'office à la retraite le jour de leur 75 ans.
La désignation de trois membres du Tribunal constitutionnel est une compétence propre du président de la République, en vertu des articles 32 no 12 et 92 de la Constitution. La Cour suprême du Chili désigne également trois membres du tribunal, à bulletin secret comme l'impose l'article 92. Pour davantage de transparence, la Cour organise un concours préalable. De même, le nombre de votes pour chaque candidat est rendu public. Les quatre autres juges constitutionnels sont désignés par le Congrès national : deux sont désignés directement par le Sénat et deux autres sont proposés par la Chambre des députés et acceptés par le Sénat.
En 2009, des postes de « ministres suppléants » sont créés pour remplacer les membres du Tribunal constitutionnel lorsque le quorum pour ouvrir une session n'est pas atteint. Ces ministres suppléants doivent remplir les mêmes obligations que les autres juges. Ils sont nommés tous les trois ans par le président de la République avec l'accord du Sénat, sur la base d'une liste de sept personnes proposées par le Tribunal constitutionnel lui-même.
| Membre                           | Mandat    | Désigné par                |
| -------------------------------- | --------- | -------------------------- |
| Cristián Letelier (es)           | 2015-2024 | Sénat                      |
| Nelson Pozo                      | 2015-2024 | Sénat                      |
| José Ignacio Vásquez (es)        | 2015-2024 | Cour suprême               |
| María Pía Silva Gallinato        | 2018-2027 | Cour suprême               |
| Miguel Ángel Fernández González  | 2018-2027 | Président de la République |
| Rodrigo Pica Flores (es)         | 2021-2030 | Cour suprême               |
| Daniela Marzi Muñoz              | 2022-2031 | Président de la République |
| Nancy Yáñez (es)                 | 2022-2031 | Président de la République |
| Manuel Núñez Poblete (suppléant) | 2022-2024 | Président de la République |
| Natalia Muñoz Chiu (suppléante)  | 2022-2024 | Président de la République |